# Los Masos
Los Masos [los mazos]  (en catalan standard Els Masos) est une commune française, située dans le centre du département des Pyrénées-Orientales en région Occitanie. Ses habitants sont appelés les Los-Masossiens. Sur le plan historique et culturel, la commune est dans le pays de Conflent, correspondant à l'ensemble des vallées pyrénéennes qui « confluent » avec le lit creusé par la Têt entre Mont-Louis et Rodès.
Exposée à un climat océanique altéré, elle est drainée par le Lliscou et par un autre cours d'eau.
Los Masos est une commune rurale qui compte 972 habitants en 2022, après avoir connu une forte hausse de la population depuis 1968. Elle est dans l'unité urbaine de Prades et fait partie de l'aire d'attraction de Prades. Ses habitants sont appelés les Masois ou  Masoises.

## Géographie

### Localisation
La commune de los Masos se trouve dans le département des Pyrénées-Orientales, en région Occitanie.
Elle se situe à 36 km à vol d'oiseau de Perpignan, préfecture du département, et à 3 km de Prades, sous-préfecture.
Les communes les plus proches sont : 
Eus (2,5 km), Marquixanes (2,9 km), Espira-de-Conflent (3,0 km), Estoher (3,0 km), Prades (3,3 km), Catllar (3,5 km), Codalet (3,9 km), Finestret (4,1 km).
Sur le plan historique et culturel, Los Masos fait partie de la région de Conflent, héritière de l'ancien comté de Conflent et de la viguerie de Conflent. Ce pays correspond à l'ensemble des vallées pyrénéennes qui « confluent » avec le lit creusé par la Têt entre Mont-Louis, porte de la Cerdagne, et Rodès, aux abords de la plaine du Roussillon.

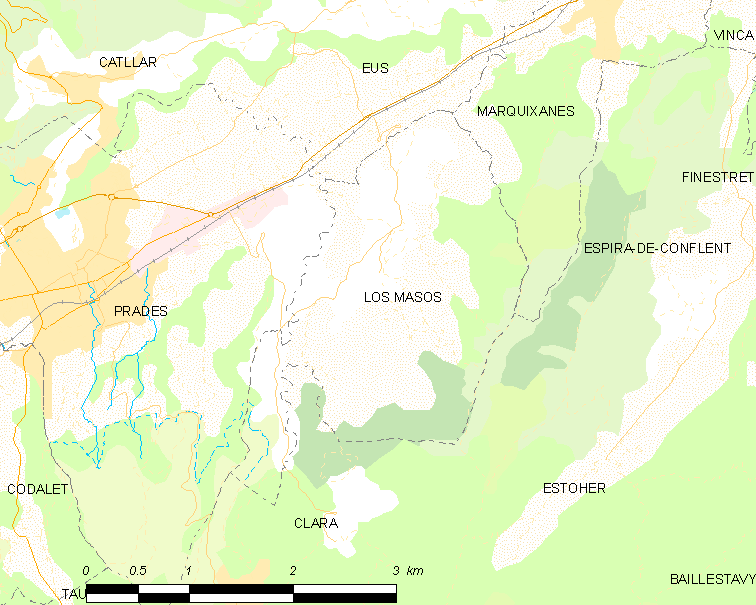
Situation de Los Masos.

|        | Eus             |             |
| Prades | Los Masos       | Marquixanes |
|        | Clara-Villerach | Estoher     |

### Géologie et relief

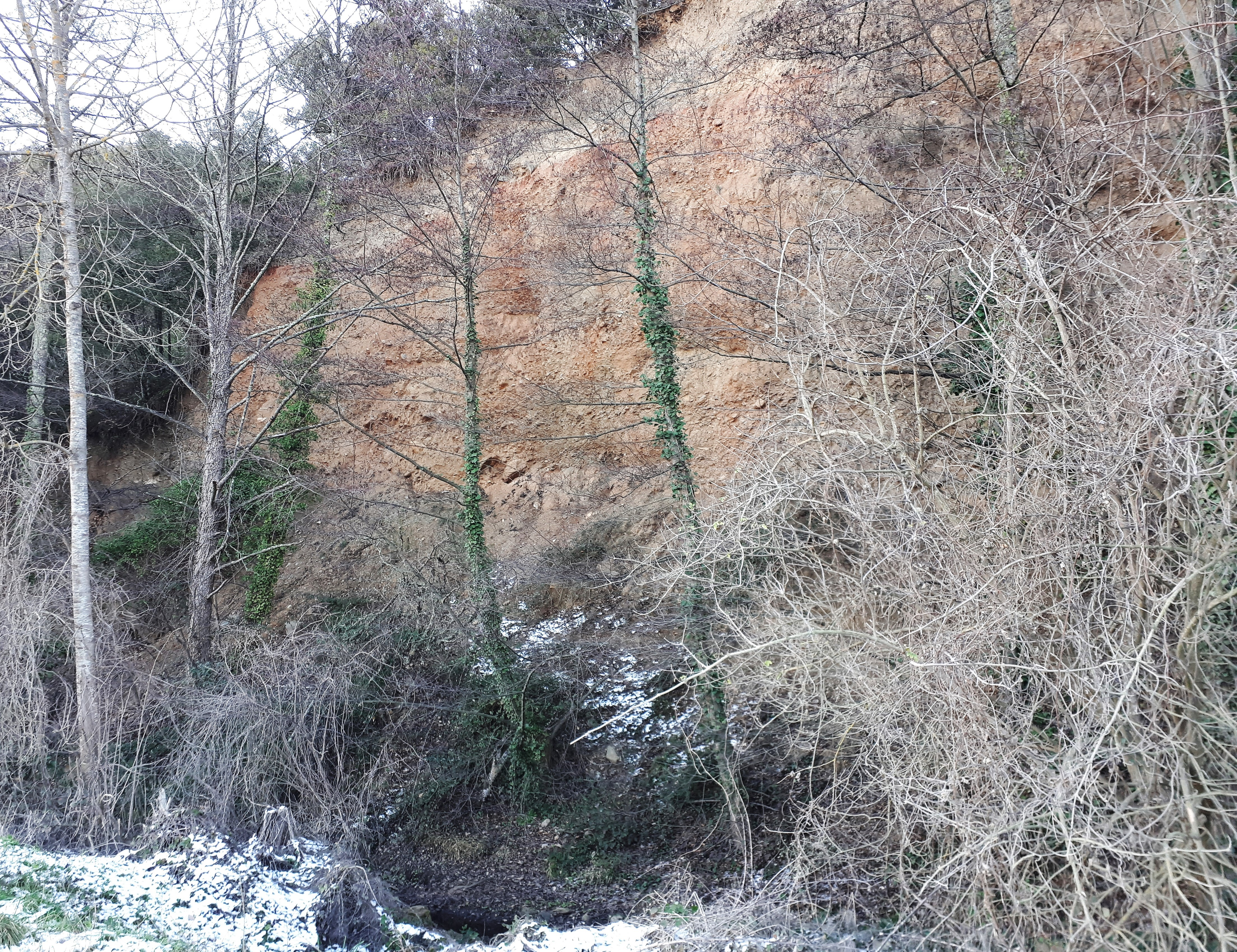
Affleurement de la formation de Codalet (Miocène), dans la vallée du còrrec del Roure, en-dessous de Llonat.

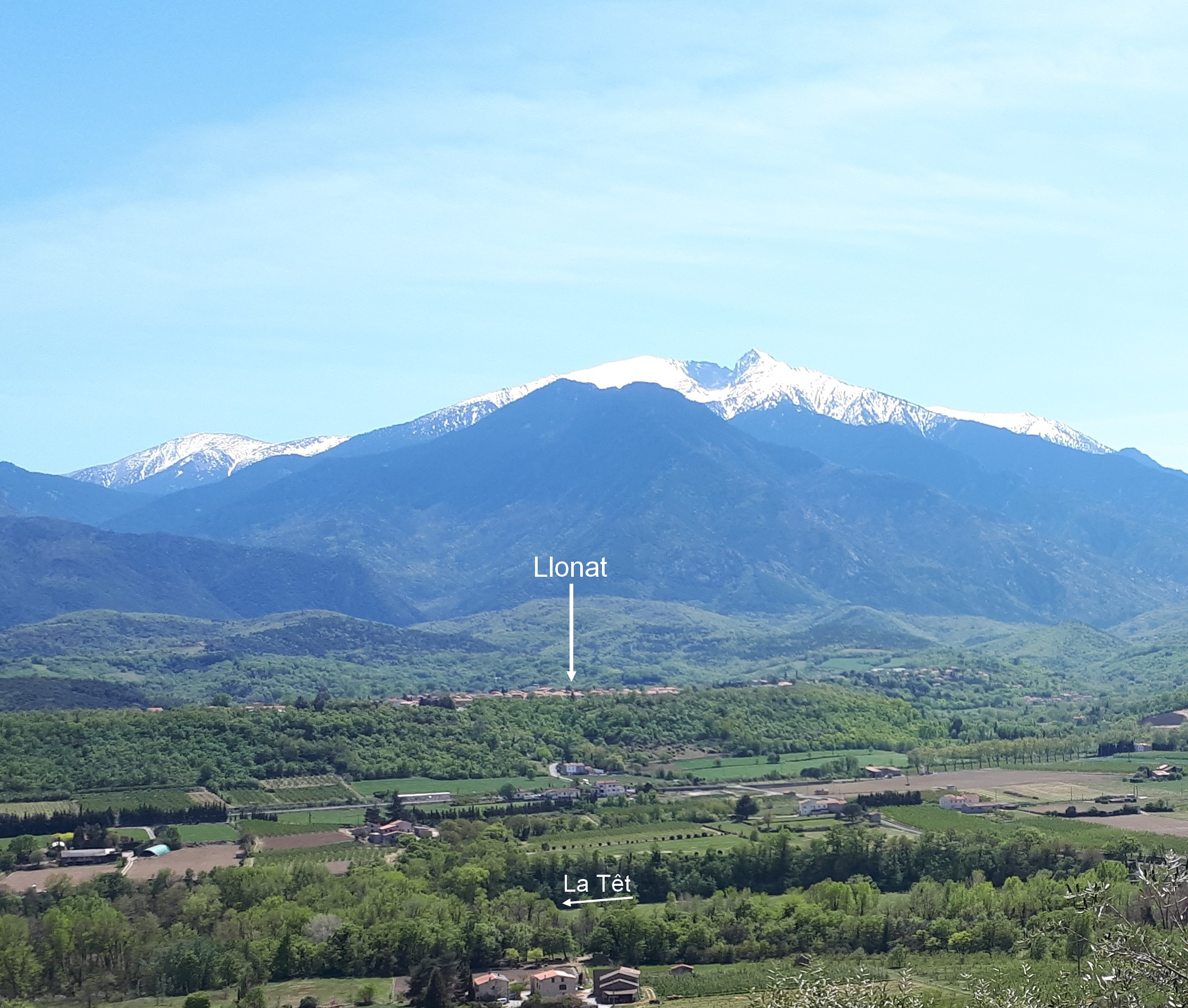
Le hameau de Llonat sur la "haute terrasse" (Quaternaire), au-dessus de la Têt. Au fond : le pic du Canigou.

La commune repose sur des dépôts néogènes et quaternaires, vieux de moins de 30 millions d'années,.
Les principales formations se sont déposées dans un bassin tectonique à l'époque du Miocène. Parmi celles-ci, la formation de Codalet est plus argileuse et présente une couleur rougeâtre marquée, tandis que la formation de la Lentilla est sableuse et de couleur plus claire.
Des millions d'années plus tard, pendant une partie antérieure de l'actuel Quaternaire, la Têt, qui coulait à environ 100 mètres au-dessus de son altitude actuelle, a creusé une large terrasse approximativement ouest-est dans ces dépôts miocènes. Un vestige important de cette "haute terrasse",recouverte de dépôts de sable et de gravier déposés par la Têt, se trouvent au niveau de Llonat.
La commune est classée en zone de sismicité 3, correspondant à une sismicité modérée.

### Hydrographie

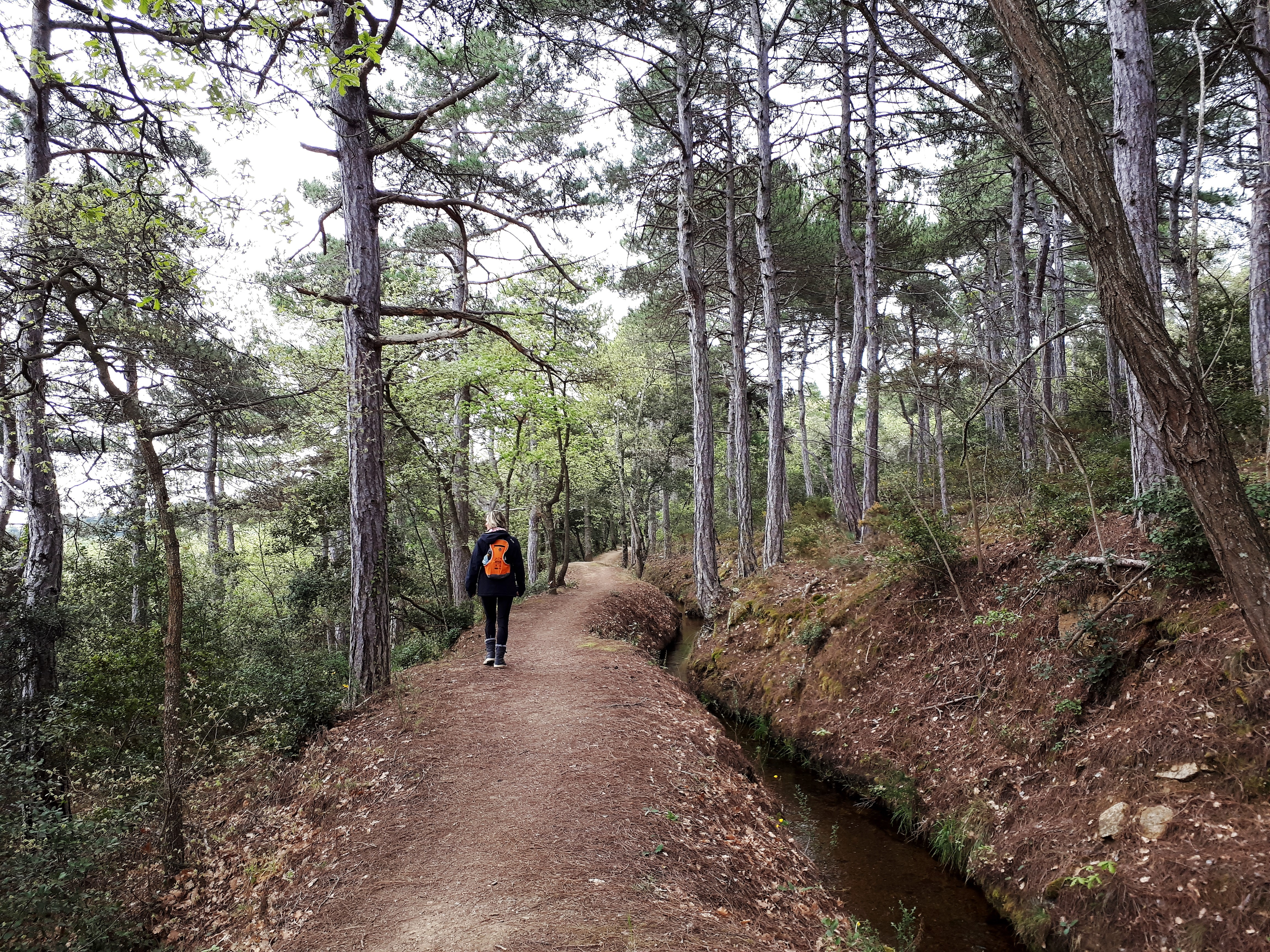
Le canal de Bohère, Los Masos

Los Masos est traversé par deux ruisseaux, le Roure au centre, qui va vers Lloncet, et le Llisco. Celui-ci prend sa source sous le Roc Mosquit à 1 600 m d'altitude et traverse Clara avant d'arriver à Los Masos par La Sacristie et Ballanet.
L'eau a toujours été un problème pour le village et ses habitants ont été appelés les bouches sèches (ou les boques axugues en catalan).
Vers 1863 fut construit le canal de Bohère. Il s'étend sur 42 km de Serdinya jusque vers Marquixanes, près du lac de Vinça. Il a permis un arrosage facile des cultures et, donc, une diversification. Aujourd'hui, la production fruitière est majoritaire.

### Climat
Pour des articles plus généraux, voir Climat de l'Occitanie et Climat des Pyrénées-Orientales.
En 2010, le climat de la commune est de type climat du Bassin du Sud-Ouest, selon une étude du CNRS s'appuyant sur une série de données couvrant la période 1971-2000. En 2020, Météo-France publie une typologie des climats de la France métropolitaine dans laquelle la commune est exposée à un climat de montagne ou de marges de montagne et est dans la région climatique Pyrénées orientales, caractérisée par une faible pluviométrie, un très bon ensoleillement (2 600 h/an), un air sec, particulièrement en hiver et peu de brouillards.
Pour la période 1971-2000, la température annuelle moyenne est de 13,1 °C, avec une amplitude thermique annuelle de 15 °C. Le cumul annuel moyen de précipitations est de 794 mm, avec 5,7 jours de précipitations en janvier et 4,4 jours en juillet. Pour la période 1991-2020, la température moyenne annuelle observée sur la station météorologique la plus proche, située sur la commune d'Eus à 3 km à vol d'oiseau, est de 13,6 °C et le cumul annuel moyen de précipitations est de 539,8 mm,. Pour l'avenir, les paramètres climatiques de la commune estimés pour 2050 selon différents scénarios d’émission de gaz à effet de serre sont consultables sur un site dédié publié par Météo-France en novembre 2022.

### Milieux naturels et biodiversité
Aucun espace naturel présentant un intérêt patrimonial n'est recensé sur la commune dans l'inventaire national du patrimoine naturel,,.

## Urbanisme

### Typologie
Au 1er janvier 2024, Los Masos est catégorisée bourg rural, selon la nouvelle grille communale de densité à sept niveaux définie par l'Insee en 2022.
Elle appartient à l'unité urbaine de Prades, une agglomération intra-départementale regroupant cinq  communes, dont elle est une commune de la banlieue,,. Par ailleurs la commune fait partie de l'aire d'attraction de Prades, dont elle est une commune de la couronne,. Cette aire, qui regroupe 26 communes, est catégorisée dans les aires de moins de 50 000 habitants,.

### Occupation des sols
L'occupation des sols de la commune, telle qu'elle ressort de la base de données européenne d’occupation biophysique des sols Corine Land Cover (CLC), est marquée par l'importance des territoires agricoles (57,8 % en 2018), en diminution par rapport à 1990 (68,4 %). La répartition détaillée en 2018 est la suivante : 
zones agricoles hétérogènes (51,2 %), forêts (22,6 %), zones urbanisées (10,6 %), milieux à végétation arbustive et/ou herbacée (9 %), cultures permanentes (6,6 %). L'évolution de l’occupation des sols de la commune et de ses infrastructures peut être observée sur les différentes représentations cartographiques du territoire : la carte de Cassini (XVIIIe siècle), la carte d'état-major (1820-1866) et les cartes ou photos aériennes de l'IGN pour la période actuelle (1950 à aujourd'hui).

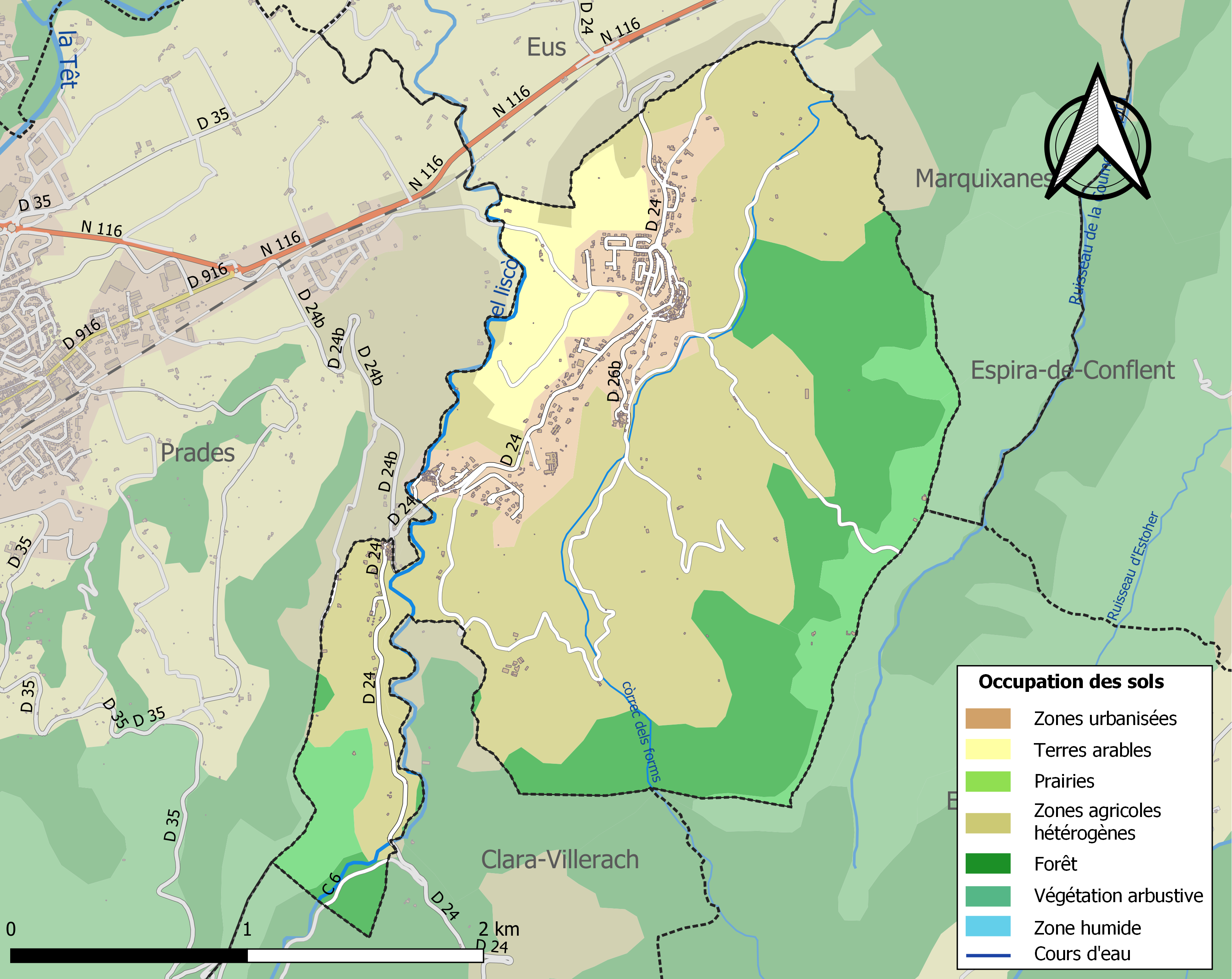
Carte des infrastructures et de l'occupation des sols de la commune en 2018 (CLC).

### Risques majeurs
Le territoire de la commune de losMasos est vulnérable à différents aléas naturels : inondations, climatiques (grand froid ou canicule), feux de forêts, mouvements de terrains et séisme (sismicité modérée),.
Certaines parties du territoire communal sont susceptibles d’être affectées par le risque d’inondation par crue torrentielle de cours d'eau du bassin de la Têt.
Les mouvements de terrains susceptibles de se produire sur la commune sont soit des mouvements liés au retrait-gonflement des argiles, soit des glissements de terrains. Une cartographie nationale de l'aléa retrait-gonflement des argiles permet de connaître les sols argileux ou marneux susceptibles vis-à-vis de ce phénomène.

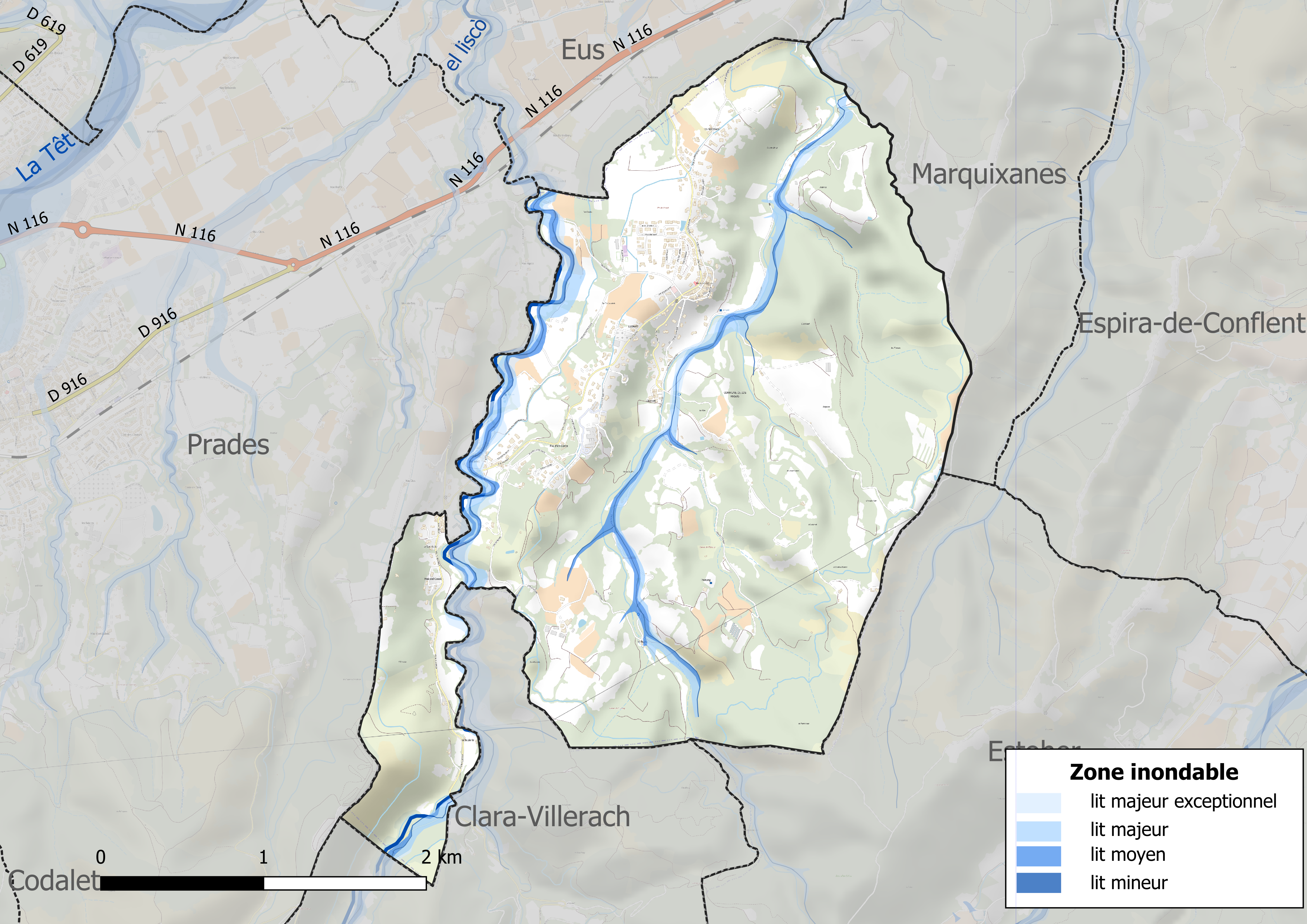
Carte des zones inondables.
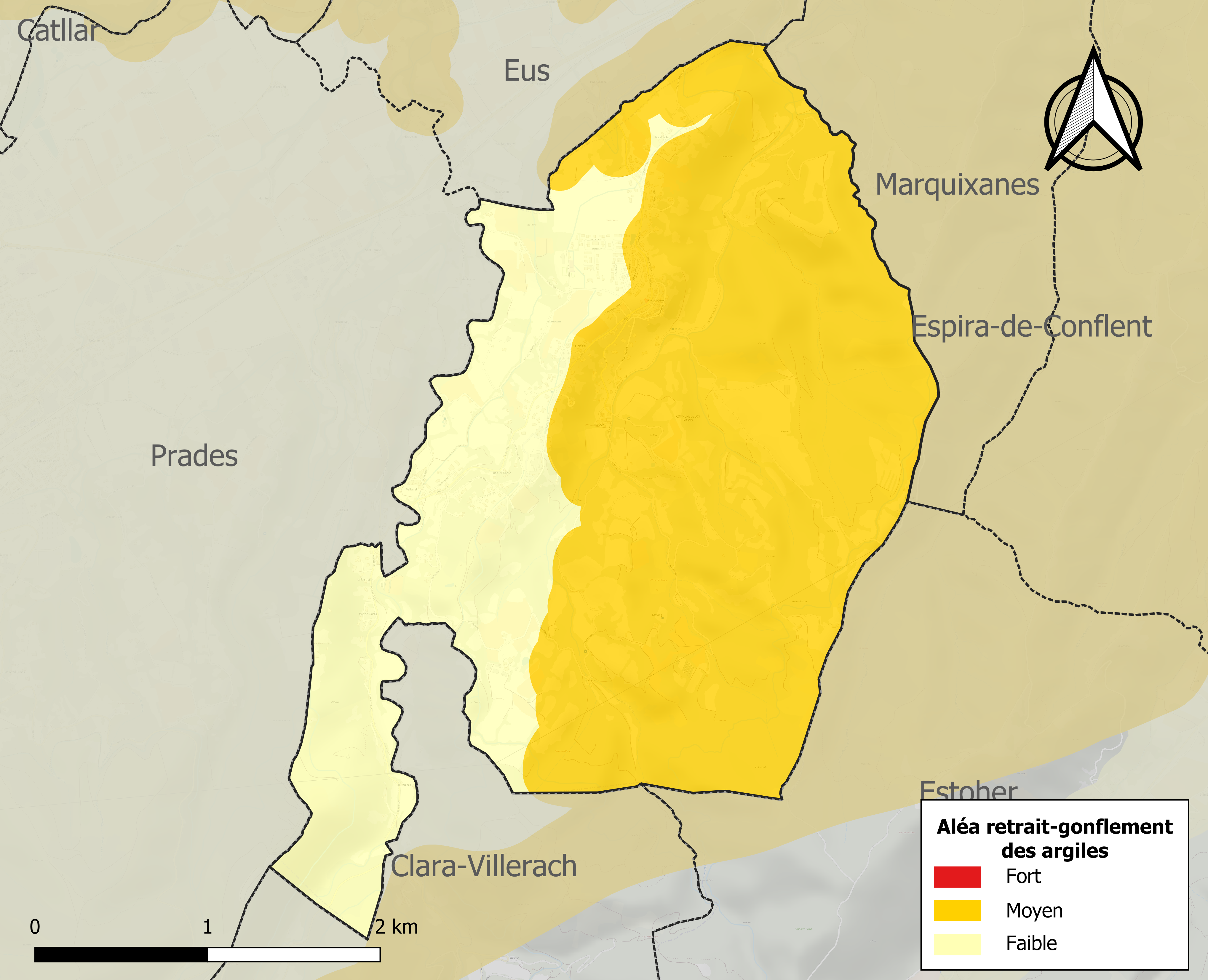
Carte des zones d'aléa retrait-gonflement des argiles.

## Toponymie
En catalan, le nom de la commune est els Masos même si l'article 'els' dans certaines varietés de catalan devient 'los'. Les mots los masos signifient un ensemble de maisons ou de mas. C'est la seule commune française dont le nom commence par un article non-français (los).
Llonat est le principal hameau de la commune. C'est là que se trouvent la mairie et l'église.
Lloncet s'appelait auparavant Joncet, qui signifie lieu planté de joncs. L'appellation Lloncet a été décidée pour éviter la confusion avec un autre village dans le département, nommé également Joncet. Mais elle est artificielle.
L'ancien nom de Ballanet est Avellanet qui indique un endroit planté de noisetiers.
Quant à La Sacristie, son nom, Favars, remonte au XIIIe siècle. Le hameau appartenait à l'abbé de Saint-Martin qui dépendait de la Grande Sacristie de l'abbaye Saint-Michel de Cuxa. Le rattachement à Los Masos date de 1790.

## Histoire

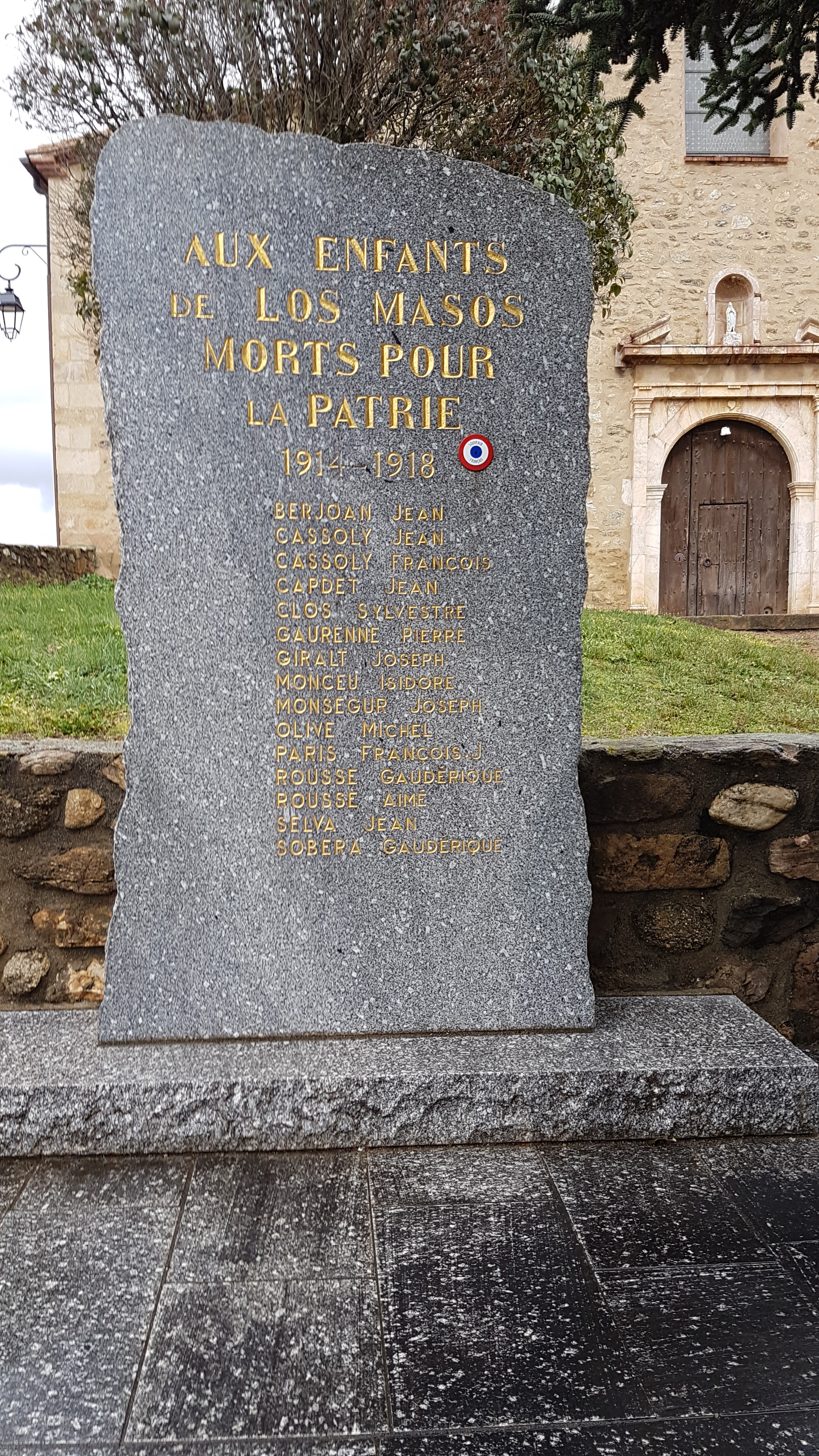
Le monument aux morts.

## Politique et administration

### Canton
À compter des élections départementales de 2015, la commune est incluse dans le nouveau canton des Pyrénées catalanes.

### Administration municipale

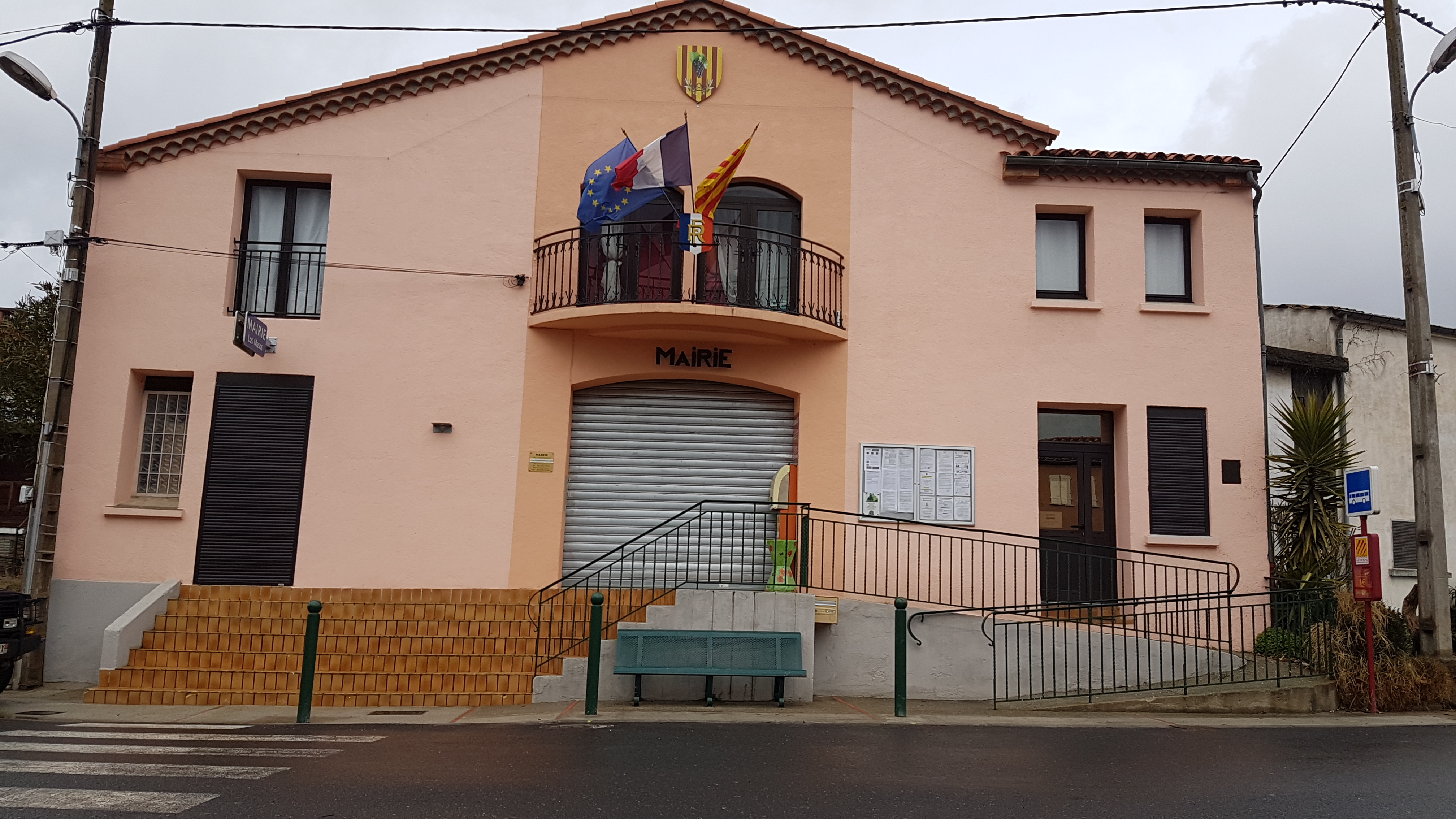
La mairie.

La mairie est située à Llonat.

### Liste des maires
| Période   | Période  | Identité         | Étiquette | Qualité                                            |
| --------- | -------- | ---------------- | --------- | -------------------------------------------------- |
| 1790      | 1791     | Michel Marcé     |           |                                                    |
| 1791      | 1792     | Jean Marcé       |           |                                                    |
| 1792      | 1792     | Emmanuel Vigaros |           |                                                    |
| 1792      | 1793     | François Maler   |           |                                                    |
| 1793      | 1806     | Jean Selva       |           |                                                    |
| 1806      | 1812     | Barthélémy Boher |           |                                                    |
| 1812      | 1813     | François Maler   |           |                                                    |
| 1813      | 1824     | Michel Maler     |           |                                                    |
| 1824      | 1830     | Sylvestre Selva  |           |                                                    |
| 1830      | 1830     | Mathieu Boher    |           |                                                    |
| 1830      | 1832     | Michel Maler     |           |                                                    |
| 1832      | 1844     | Sylvestre Selva  |           |                                                    |
| 1844      | 1846     | Michel Maler     |           |                                                    |
| 1846      | 1848     | Augustin Mas     |           |                                                    |
| 1848      | 1866     | Mathieu Boher    |           |                                                    |
| 1866      | 1870     | Nicolas Maler    |           |                                                    |
| 1870      | 1873     | Antoine Navarre  |           |                                                    |
| 1873      | 1892     | François Cassoly |           |                                                    |
| 1892      | 1900     | Bonaventure Mas  |           |                                                    |
| 1900      | 1908     | Michel Maler     |           |                                                    |
| 1908      | 1929     | Augustin Cassoly |           |                                                    |
| 1929      | 1947     | Daniel Selva     |           |                                                    |
| 1947      | 1953     | Joseph Selva     |           |                                                    |
| 1953      | 1983     | Jean Payré       |           |                                                    |
| mars 1983 | En cours | Guy Cassoly ,    | PCF       | Conseiller général du Canton de Prades (1998-2015) |

## Population et société

### Démographie ancienne
La population est exprimée en nombre de feux (f) ou d'habitants (H).
| 1358 | 1424 | 1470 | 1515 | 1553 | 1709 | 1720 | 1767  | 1774 |
| ---- | ---- | ---- | ---- | ---- | ---- | ---- | ----- | ---- |
| 2 f  | 3 f  | 12 f | 11 f | 18 f | 40 f | 36 f | 270 H | 43 f |

| 1789 | - | - | - | - | - | - | - | - |
| ---- | - | - | - | - | - | - | - | - |
| 62 f | - | - | - | - | - | - | - | - |

Notes :
- 1358 : dont 2 f pour La Sacristie ;
- 1424 :  dont 3 f pour Llonat ;
- 1789 : dont 12 f pour La Sachristie.

### Démographie contemporaine
L'évolution du nombre d'habitants est connue à travers les recensements de la population effectués dans la commune depuis 1793. Pour les communes de moins de 10 000 habitants, une enquête de recensement portant sur toute la population est réalisée tous les cinq ans, les populations de référence des années intermédiaires étant quant à elles estimées par interpolation ou extrapolation. Pour la commune, le premier recensement exhaustif entrant dans le cadre du nouveau dispositif a été réalisé en 2006.

En 2022, la commune comptait 972 habitants, en évolution de +2,53 % par rapport à 2016 (Pyrénées-Orientales : +3,92 %, France hors Mayotte : +2,11 %).
| 1793 | 1800 | 1806 | 1821 | 1831 | 1836 | 1841 | 1846 | 1851 |
| ---- | ---- | ---- | ---- | ---- | ---- | ---- | ---- | ---- |
| 403  | 319  | 347  | 375  | 404  | 382  | 369  | 352  | 361  |

| 1856 | 1861 | 1866 | 1872 | 1876 | 1881 | 1886 | 1891 | 1896 |
| ---- | ---- | ---- | ---- | ---- | ---- | ---- | ---- | ---- |
| 330  | 360  | 393  | 364  | 375  | 377  | 416  | 396  | 372  |

| 1901 | 1906 | 1911 | 1921 | 1926 | 1931 | 1936 | 1946 | 1954 |
| ---- | ---- | ---- | ---- | ---- | ---- | ---- | ---- | ---- |
| 345  | 391  | 416  | 358  | 355  | 330  | 320  | 304  | 309  |

| 1962 | 1968 | 1975 | 1982 | 1990 | 1999 | 2006 | 2011 | 2016 |
| ---- | ---- | ---- | ---- | ---- | ---- | ---- | ---- | ---- |
| 322  | 288  | 299  | 414  | 515  | 562  | 641  | 876  | 948  |

| 2021 | 2022 | - | - | - | - | - | - | - |
| ---- | ---- | - | - | - | - | - | - | - |
| 976  | 972  | - | - | - | - | - | - | - |

| selon la population municipale des années : | 1968 | 1975 | 1982 | 1990 | 1999 | 2006 | 2009 | 2013 |
| Rang de la commune dans le département      | 123  | 116  | 102  | 98   | 97   | 95   | 92   | 89   |
| Nombre de communes du département           | 232  | 217  | 220  | 225  | 226  | 226  | 226  | 226  |

### Manifestations culturelles et festivités
- Fête patronale et communale : 8 septembre[40].
- festa major dernier week end d'aout
- village de Noël en decembre

## Économie

### Revenus
En 2018, la commune compte 368 ménages fiscaux, regroupant 882 personnes. La médiane du revenu disponible par unité de consommation est de 19 070 € (19 350 € dans le département).

### Emploi
|                | 2008   | 2013   | 2018   |
| -------------- | ------ | ------ | ------ |
| Commune        | 7,8 %  | 7,4 %  | 10,2 % |
| Département    | 10,3 % | 12,9 % | 13,3 % |
| France entière | 8,3 %  | 10 %   | 10 %   |

En 2018, la population âgée de 15 à 64 ans s'élève à 626 personnes, parmi lesquelles on compte 66,6 % d'actifs (56,3 % ayant un emploi et 10,2 % de chômeurs) et 33,4 % d'inactifs,. En  2018, le taux de chômage communal (au sens du recensement) des 15-64 ans est inférieur à celui du département, mais supérieur à celui de la France, alors qu'en 2008 il était inférieur à celui de la France.
La commune fait partie de la couronne de l'aire d'attraction de Prades, du fait qu'au moins 15 % des actifs travaillent dans le pôle,. Elle compte 186 emplois en 2018, contre 144 en 2013 et 197 en 2008. Le nombre d'actifs ayant un emploi résidant dans la commune est de 358, soit un indicateur de concentration d'emploi de 52 % et un taux d'activité parmi les 15 ans ou plus de 52,2 %.
Sur ces 358 actifs de 15 ans ou plus ayant un emploi, 87 travaillent dans la commune, soit 24 % des habitants. Pour se rendre au travail, 85,5 % des habitants utilisent un véhicule personnel ou de fonction à quatre roues, 2 % les transports en commun, 6,7 % s'y rendent en deux-roues, à vélo ou à pied et 5,8 % n'ont pas besoin de transport (travail au domicile).

### Activités hors agriculture

#### Secteurs d'activités
53 établissements sont implantés 0Masos au 31 décembre 2019. Le tableau ci-dessous en détaille le nombre par secteur d'activité et compare les ratios avec ceux du département,.
| Secteur d'activité                                                                                        | Commune | Commune | Département |
| Secteur d'activité                                                                                        | Nombre  | %       | %           |
| --- | ------- | ------- | ----------- |
| Ensemble                                                                                                  | 53      |         |             |
| Industrie manufacturière, industries extractives et autres                                                | 9       | 17 %    | (8,7 %)     |
| Construction                                                                                              | 14      | 26,4 %  | (14,3 %)    |
| Commerce de gros et de détail, transports, hébergement et restauration                                    | 6       | 11,3 %  | (30,5 %)    |
| Information et communication                                                                              | 4       | 7,5 %   | (1,9 %)     |
| Activités immobilières                                                                                    | 1       | 1,9 %   | (6,2 %)     |
| Activités spécialisées, scientifiques et techniques et activités de services administratifs et de soutien | 4       | 7,5 %   | (13 %)      |
| Administration publique, enseignement, santé humaine et action sociale                                    | 9       | 17 %    | (13,9 %)    |
| Autres activités de services                                                                              | 6       | 11,3 %  | (8,5 %)     |

Le secteur de la construction est prépondérant sur la commune puisqu'il représente 26,4 % du nombre total d'établissements de la commune (14 sur les 53 entreprises implantées 0Los Masos), contre 14,3 % au niveau départemental.

#### Entreprises et commerces
Les quatre entreprises ayant leur siège social sur le territoire communal qui génèrent le plus de chiffre d'affaires en 2020 sont : 
- A3 Cassoly.taxi, transports de voyageurs par taxis (498 k€)
- Conflent TP, travaux de terrassement courants et travaux préparatoires (495 k€)
- SAS Cethema, restauration traditionnelle (136 k€)
- Ganaset, débits de boissons (25 k€)

### Agriculture
La commune est dans le Conflent, une petite région agricole occupant le centre-ouest du département des Pyrénées-Orientales. En 2020, l'orientation technico-économique de l'agriculture  sur la commune est la polyculture et/ou le polyélevage.
|               | 1988 | 2000 | 2010 | 2020  |
| ------------- | ---- | ---- | ---- | ----- |
| Exploitations | 38   | 16   | 15   | 10    |
| SAU (ha)      | 150  | 423  | 142  | 1 228 |

Le nombre d'exploitations agricoles en activité et ayant leur siège dans la commune est passé de 38 lors du recensement agricole de 1988  à 16 en 2000 puis à 15 en 2010 et enfin à 10 en 2020, soit une baisse de 74 % en 32 ans. Le même mouvement est observé à l'échelle du département qui a perdu pendant cette période 73 % de ses exploitations,. La surface agricole utilisée sur la commune a quant à elle augmenté, passant de 150 ha en 1988 à 1228 ha en 2020. Parallèlement la surface agricole utilisée moyenne par exploitation a augmenté, passant de 4 à 123 ha.

## Culture locale et patrimoine

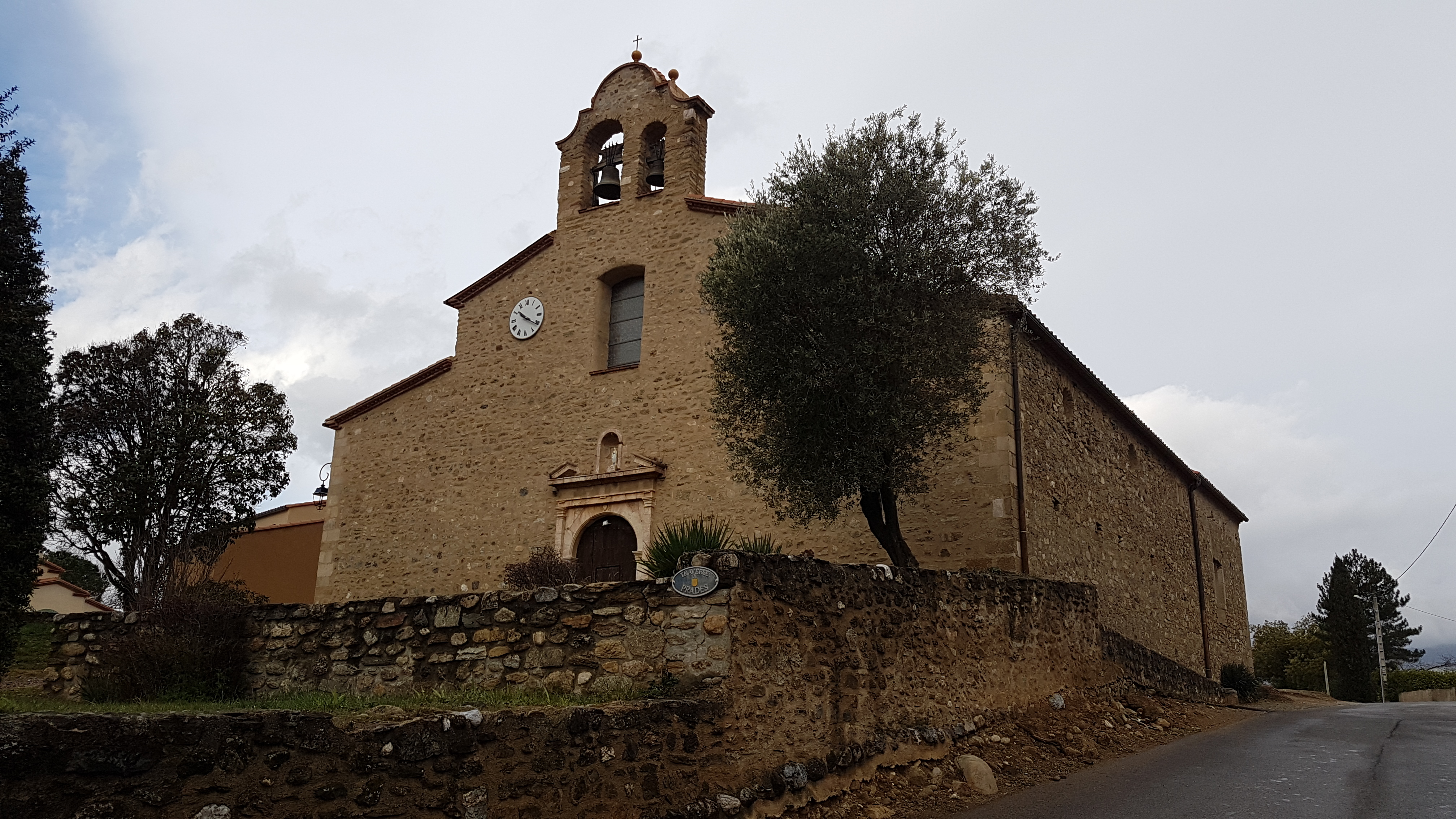
Église de la Nativité-de-Notre-Dame de Los Masos

### Monuments et lieux touristiques
- Église Saint-Just-et-Saint-Pasteur de Llonat.
- Église Sainte-Julie d'Avellanet.
- L'église Notre-Dame-del-Roure ou église paroissiale de la Nativité-de-Notre-Dame.
- La chapelle Saint-Sébastien d'Avellanet ;
- La tour de Navarre.

### Personnalités liées à la commune
- Égalité Cazenove (1907-1981) : Joueur de rugby à XV né à Los Masos, champion de France de rugby en 1938 avec l'USAP ;
- Léo Figuères (1918-2011), résistant et homme politique, enterré à Los Masos.
- Blanche Selva (1884-1942), pianiste, pédagogue et compositrice française.

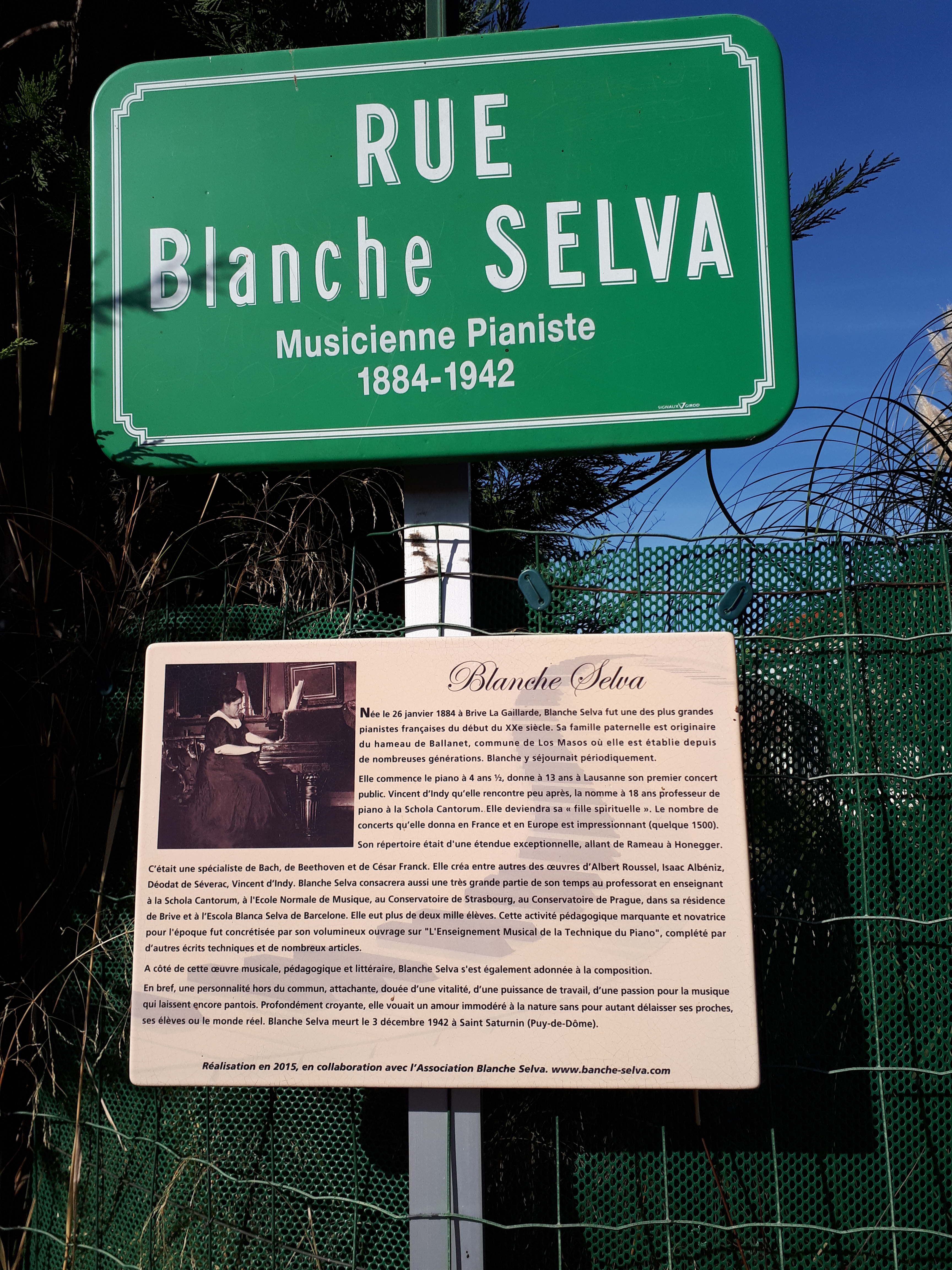
Rue portant le nom de la musicienne Blanche Selva, hameau de Ballanet, Los Masos

### Héraldique
| Blason de Los Masos | Blason  | D'or à quatre pals de gueules, à la grappe de raisin pamprée et feuillée au naturel, brochant sur le tout. |
| Blason de Los Masos | Détails | Le statut officiel du blason reste à déterminer.                                                           |